# Siedlec (Cracovie)
Pour les articles homonymes, voir Siedlec.
Siedlec est une localité polonaise de la gmina de Krzeszowice, située dans le powiat de Cracovie en voïvodie de Petite-Pologne.